# Edward Stevens
Edward Stevens (St. Louis, 15 de setembro de 1932 — Tucson, 9 de junho de 2013) foi um remador estadunidense. Stevens ganhou uma medalha de ouro no evento oito com timoneiro nos Jogos Olímpicos de Verão de 1952, como membro da equipe estadunidense.